# Gawrony (powiat śremski)
Gawrony – wieś w Polsce położona w województwie wielkopolskim, w powiecie śremskim, w gminie Dolsk.

## Położenie
Wieś położona na północ od Dolska przy drodze powiatowej nr 4075 z Nochówka do Międzychodu.

## Historia
Miejscowość pierwotnie była związana z Wielkopolską. Istnieje co najmniej od drugiej połowy XIV wieku i ma średniowieczną metrykę. Po raz pierwszy odnotowana została w łacińskim dokumencie z 1391 jako "Gawroni”. Ze wsią także do niedawna identyfikowano notatkę z dokumentu spisanego w 1267 co przesunęłoby o ponad 100 lat istnienie miejscowości. Jednak historycy zweryfikowali tę informację, ustalając, że wcześniejszy zapis odnosi się do wsi Gawron na Śląsku
W 1444 wieś leżała w powiecie kościańskim województwa poznańskiego w Koronie Królestwa Polskiego. Miejscowość była początkowo własnością szlachecką należącą do lokalnej szlachty wielkopolskiej z rodu Lubiatowskich, Gawrońskich, którzy od nazwy wsi przyjęli odmiejscowe nazwisko, a później także do Krzyżanowskich, Grabionowskich. W 1510 miejscowość należała do parafii Mórka
Pierwsze, XIV wieczne zapisy związane z wsią odnotowują w latach 1391-1393 dwa procesy sądowe Mikołaja z Gawronów zwanego też Wilczkiem Miczkiem z Gawronów. W 1391 Jan z Chromca toczył z nim proces o 7 grzywien oraz szkody wycenione na 5 grzywien. W latach 1391-1393 Mikołaj Lubiatowski toczył z nim proces o 4 i 3/4 grzywien, 20 grzywien szkód i o kolejne 7 grzywien
W 1398 odnotowany został Mikołaj Lubiatowski właściciel w Lubiatowie, Kołacinie i Gawronach. W latach 1415-1450 właścicielem we wsi był Marcin z Gawronów Gawroński. W 1428 on oraz Bartosz Łukomski poręczyli za Mikołaja Pleszewskiego pod karą umowną 500 grzywien. W 1430 Marcin toczył proces z Małgorzatą z Międzychodu koło Dolska oraz pochodzącym stamtąd Maciejem. W 1444 Marcin Gawroński zapisał żonie Małgorzacie po 70 grzywien posagu oraz wiana na dwoch częściach, jakie mu się należały z działów braterskich, jednej w Cerekwicy w powiecie pyzdrskim, a drugiej w Gawronach. W 1450 zapisał on swojej żonie Małgorzacie po 70 grzywien posagu oraz wiana na dwóch częściach Gawronów.
W 1457 szlachcic Michał Brześnicki tytułem dzierżawy dochodów kościoła parafialnego w Mórce miał pobrać m.in. 0,5 dziesięciny z Gawronów. W 1469 Jan i Piotr bracia niedzielni z Gawronów sprzedali Jadwidze żonie Wojciecha Krzyżanowskiego całą wieś Gawrony w zamian za 1/4 wsi Lubień Wielki w powiecie kaliskim i 200 grz. (PG 8, 18) oraz 1469 ciż odstępują swej matce Małgorzacie 1/4 wsi Lubień Wielki za 70 grzywien z zastrzeżeniem prawa wykupu. W latach 1469-1491 Jadwiga z Lubienia Wielkiego wdowa po Wojciechu Krzyżanowskim sprzedała Gawrony księdzu Mikołajowi oraz Wawrzyńcowi braciom niedzielnym z Grabionowa koło Czempinia za 100 grzywien z zastrzeżeniem prawa wykupu. W 1491 Jadwiga Gawrońska dała Gawrony swojej córce Dorocie za 100 kóp posagu z zastrzeżeniem prawa wykupu, a Marcin Krzyżanowski ze swym bratankiem Janem zapłacił Dorocie tę sumę.
W źródłach zachowały się także zapisy o zwykłych mieszkańcach wsi. W 1473 wspomniany został Mikołaj syn Wita z Gawronów student w Krakowie. W 1483 odnotowany został Maciej Gawroński wówczas kmieć w Wyrzece.
W latach 1479-1482 właścicielami wsi byli ksiądz Mikołaj oraz Wawrzyniec bracia niedzielni, a niegdyś dziedzice w Grabionowie. W 1479 zapisali oni Barbarze żonie tegoż Wawrzyńca niegdyś Grabionowskiego oprawę wdowią na sumie 100 grzywien zapisanych z zastrzeżeniem prawa wykupu na połowie wsi Gawrony. W 1482 ksiądz Mikołaj sprzedał swoją część wsi Gawrony Janowi Robaczyńskiemu mieszczaninowi poznańskiemu za 150 grzywien z zastrzeżeniem prawa wykupu.

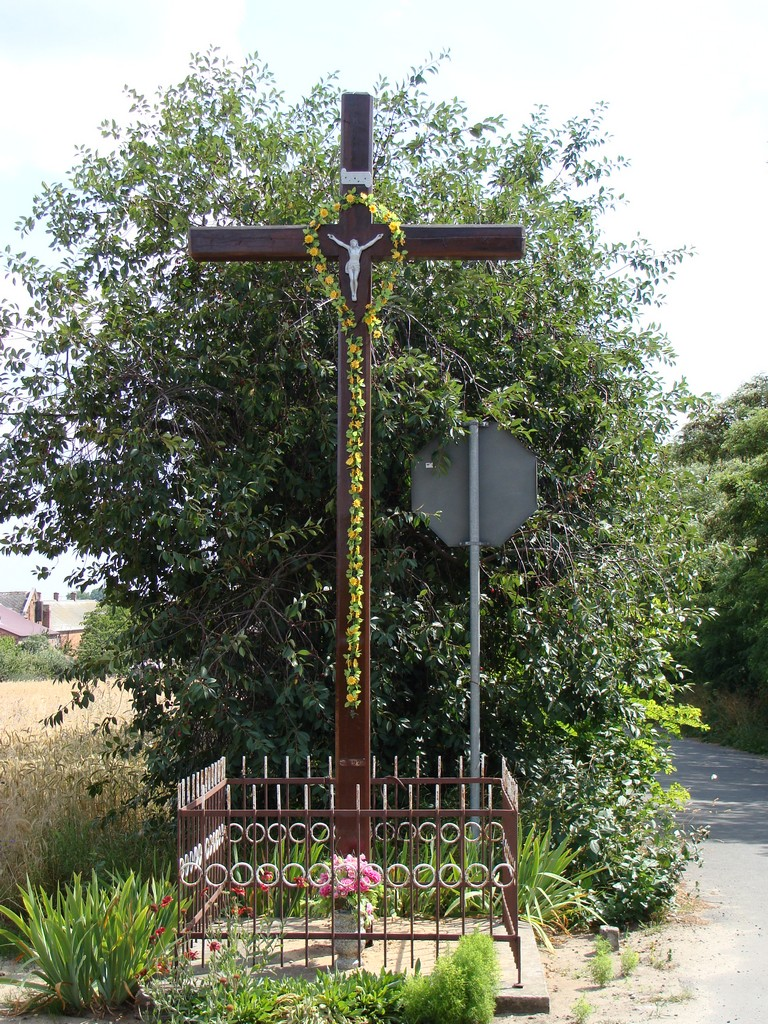
Krzyż przydrożny

W latach 1489-1529 właścicielem wsi był Marcin Krzyżanowski, od 1497 zwany od nazwy wsi Gawrońskim. W 1489 otrzymał on w podziale majątkowym od brata Tomasza całą wieś Gawrony oraz część Krzyżanowa. W 1491 wraz z bratankiem Janem zapłacił Dorocie, córce Jadwigi Gawrońskiej, wdowy po Wojciechu Krzyżanowskim, 100 kóp posagu, które jej matka zapisała na wsi Gawrony z zastrzeżeniem prawa wykupu. W 1496 Marcin Krzyżanowski zakupił od matki Jadwigi Krzyżanowskiej, żony Mikołaja Krzyżanowskiego, wieś Gawrony za 400 grzywien. W 1497 zapisał swojej żonie Elżbiecie córce Jana Bardzkiego po 150 grzywien półgroszy posagu oraz wiana na wsi G.awrony, rezerwując dla siebie 200 grzywien, które odebrał od Piotra Konarzewskiego za dobra Chomęcice. W 1529 zapisał swojej żonie Elżbiecie Bardzkiej w dożywocie 6 śladach kmiecych w Gołębinie.
Miejscowość odnotowały również historyczne rejestry podatkowe. W 1510 w Gawronach było 8 łanów kmiecych, lecz wieś była wówczas opuszczona. Role folwarczne w części oraz podobne role kmiece uprawiał Marcin Gawroński. Z opustoszałej wówczas wsi Gawrony płacono plebanom z łanów kmiecych dziesięcinę w postaci wiardunku, a dziedzic uprawiał w części folwarku oraz podobnie role kmiece uiszczając dziesięcinę plebanowi. W 1563 miał miejsce pobór we wsi z 3 łanów. W 1580 pobrano podatki z części Barbary Międzychodzkiej oraz Doroty Manieckiej od 1,5 łana oraz od dwóch zagrodników.
W latach 1975–1998 miejscowość administracyjnie należała do województwa poznańskiego.